# Senereuș
Senereuș – wieś w Rumunii, w okręgu Marusza, w gminie Bălăușeri. W 2011 roku liczyła 708 mieszkańców.

## Zabytki
- kościół ewangelicki zbudowany w latach 1870-1873, jednak wieża i kościół obronny pochodzą z XVI-XVIII wieku.

## Przypisy

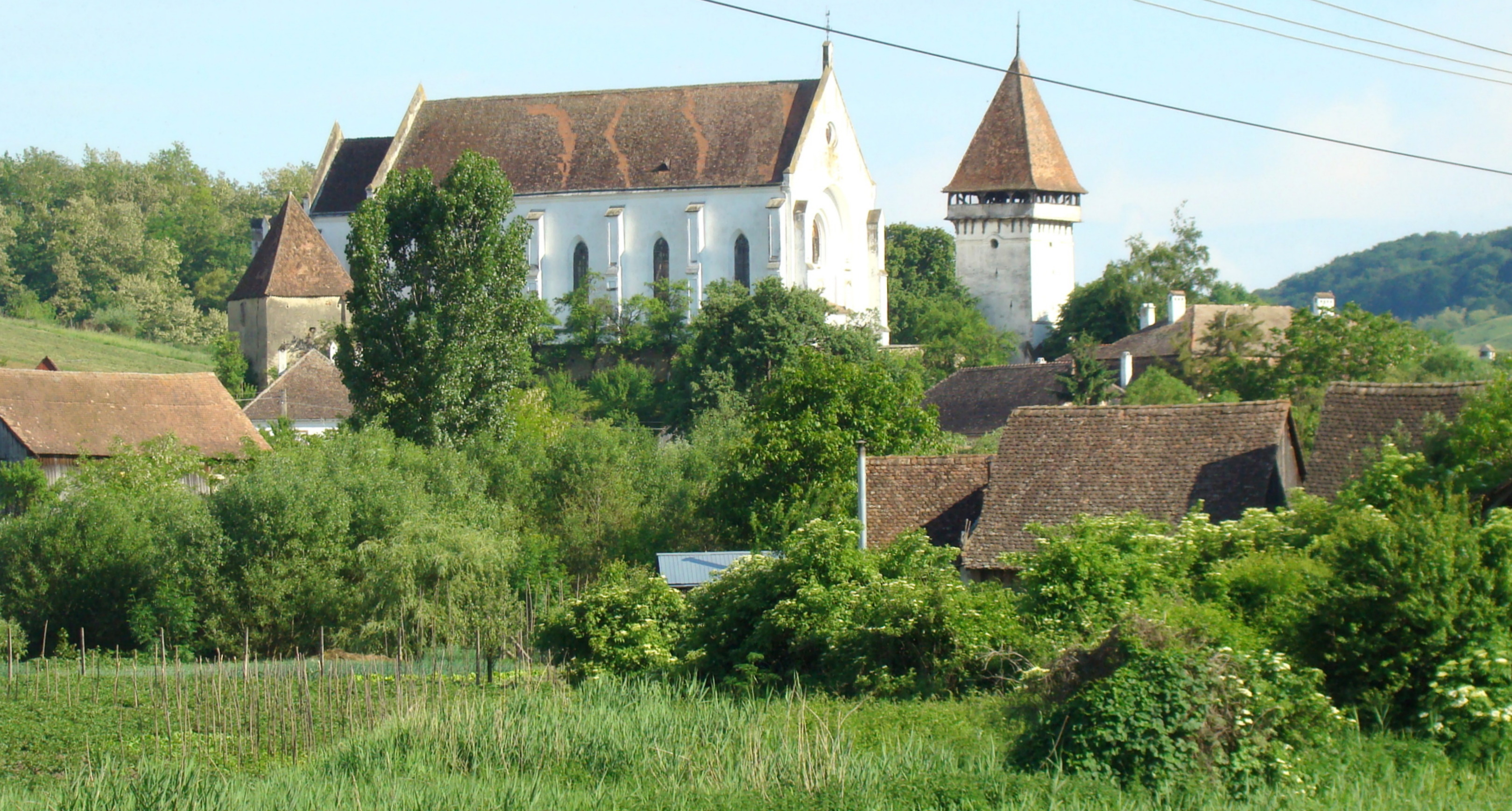
Kościół obronny